# Wilhelm Guddorf
Wilhelm Guddorf (Melle, 20 febbraio 1902 – Berlino, 13 maggio 1943) è stato un giornalista e antifascista belga.
Fu un combattente della Resistenza contro il Terzo Reich. Era, si suppone, un membro del gruppo di Resistenza "Orchestra rossa".

## Vita
Guddorf completò gli studi in filologia. Nel 1922 s'iscrisse al Partito Comunista di Germania (KPD) e, dal 1923, lavorò per parecchi giornali del partito. Dopo la presa di potere del partito nazista nel 1933, egli iniziò a distribuire articoli contro il regime con il suo alias. Venne arrestato nell'aprile 1934 e poi condannato ai lavori forzati nel campo di concentramento Sachsenhausen, dove rimase fino al 1939.
Dopo che fu liberato, Guddorf stabilì dei contatti con l'Orchestra rossa e presentò Eva-Maria Buch al gruppo. Fu arrestato di nuovo nel 1942 e condannato a morte nel febbraio 1943. Venne giustiziato nella prigione Plötzensee di Berlino il 13 maggio.
Nel 1972 una strada di Lichtenberg, un quartiere di Berlino, è stata dedicata a Guddorf.
| Controllo di autorità | VIAF (EN) 43046223 · ISNI (EN) 0000 0000 1916 5252 · GND (DE) 134093585 |